# Priva meyeri
Priva meyeri là một loài thực vật có hoa trong họ Cỏ roi ngựa. Loài này được Jaub. & Spach miêu tả khoa học đầu tiên năm 1855.